# Listă de filme italiene din 1916
Aceasta este o listă de filme italiene din 1916:

## Lista
| Titlu                        | Regizor           | Actori                             | Gen      | Note |
| ---------------------------- | ----------------- | ---------------------------------- | -------- | ---- |
| ...e i rettili furono vinti! |                   |                                    |          |      |
| ...E l'altare crollò         |                   |                                    |          |      |
| A guardia di Sua Maestà      |                   |                                    |          |      |
| Addio amore!                 |                   |                                    |          |      |
| The Blind Woman of Sorrento  | Gustavo Serena    | Gustavo Serena, Alfredo De Antoni  | Dramatic |      |
| Cenere                       | Febo Mari         | Eleonora Duse, Febo Mari           | Dramatic |      |
| The Courier of Moncenisio    | Leopoldo Carlucci | Achille Majeroni, Lina Millefleurs | Istoric  |      |
| Jacobo Ortis                 | Giuseppe Sterni   | Paola Borboni                      |          |      |
| La falena                    | Carmine Gallone   | Lyda Borelli                       | Dramatic |      |